# Santa María (Obarra)

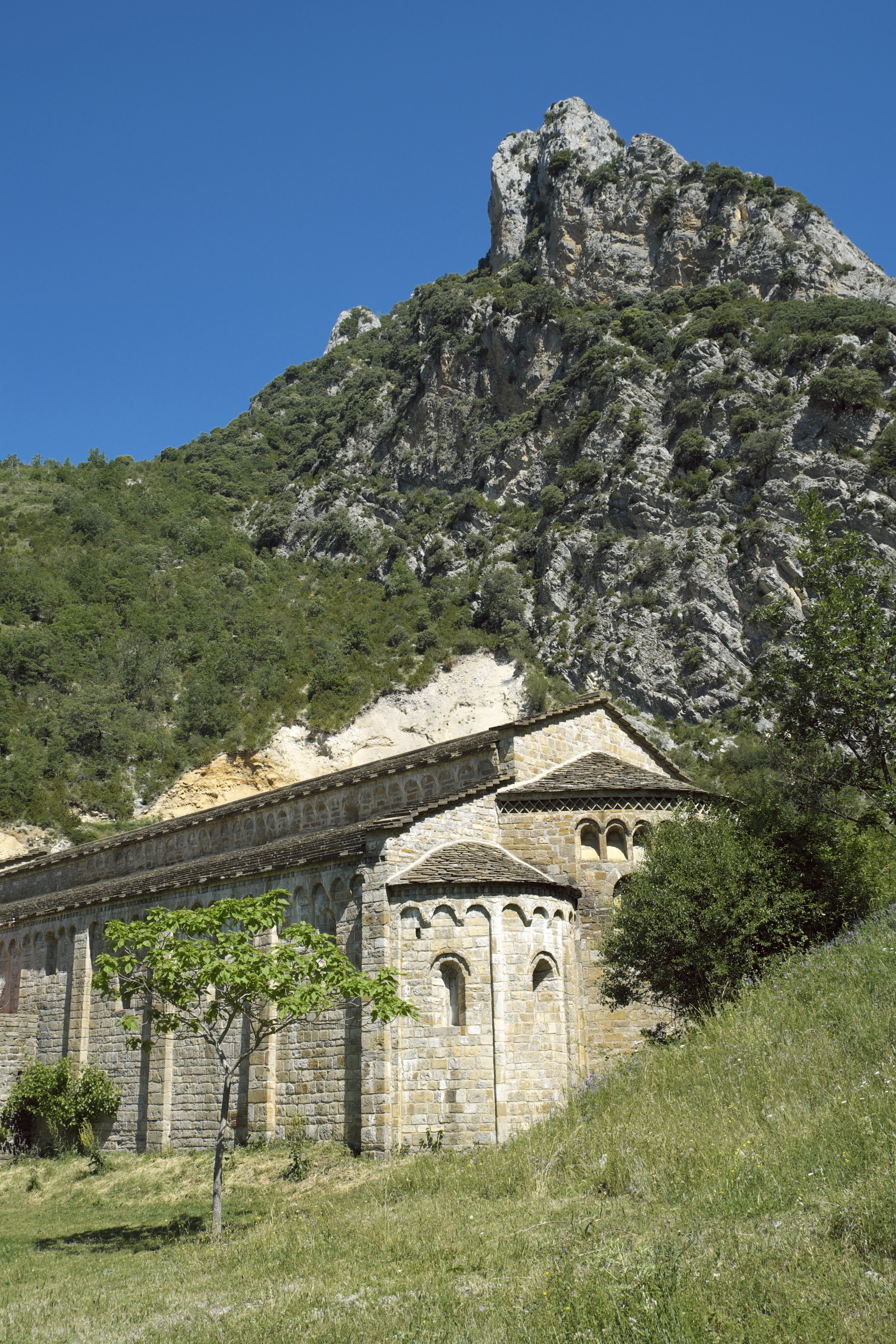
Ehemalige Klosterkirche

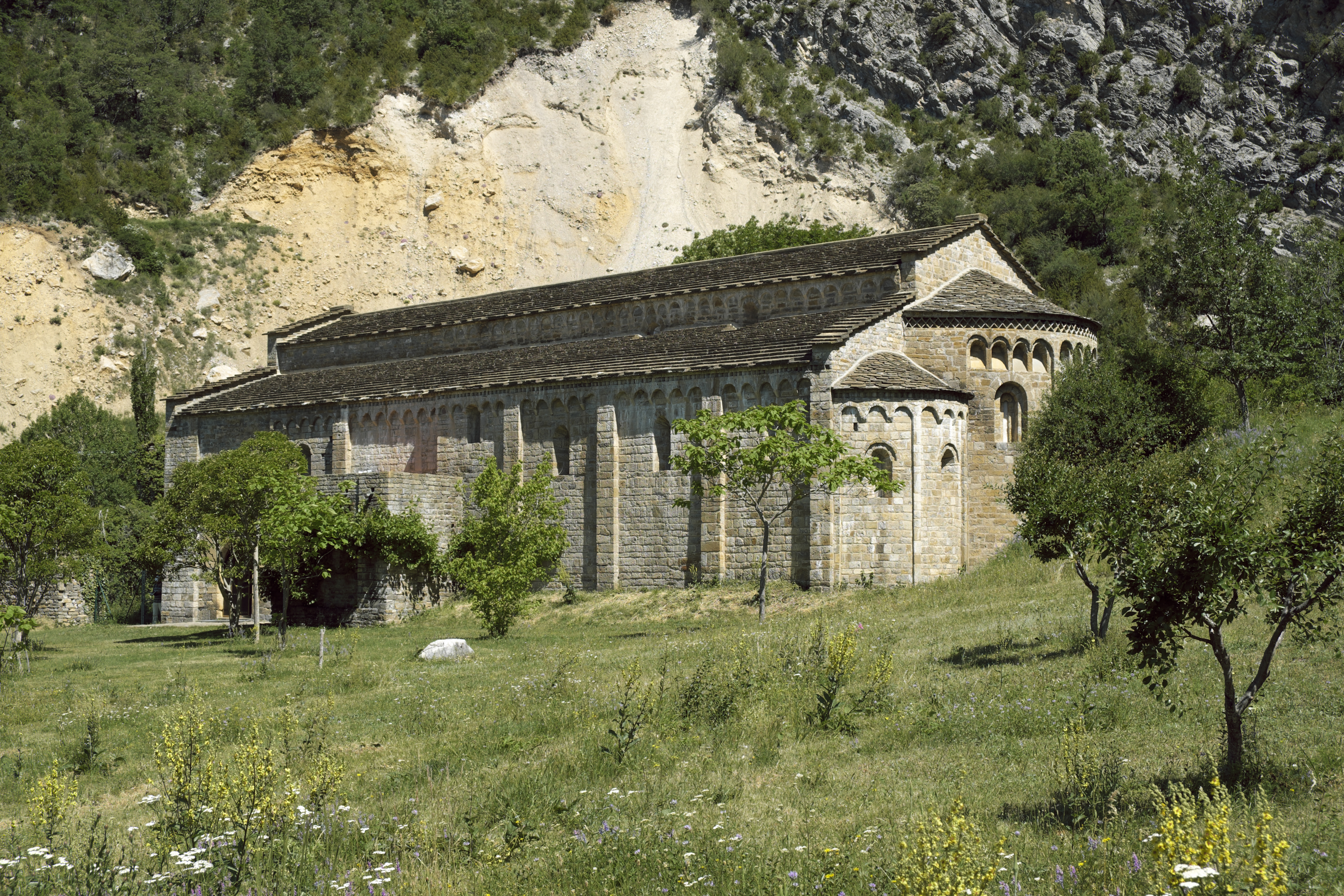
Ansicht von Südosten

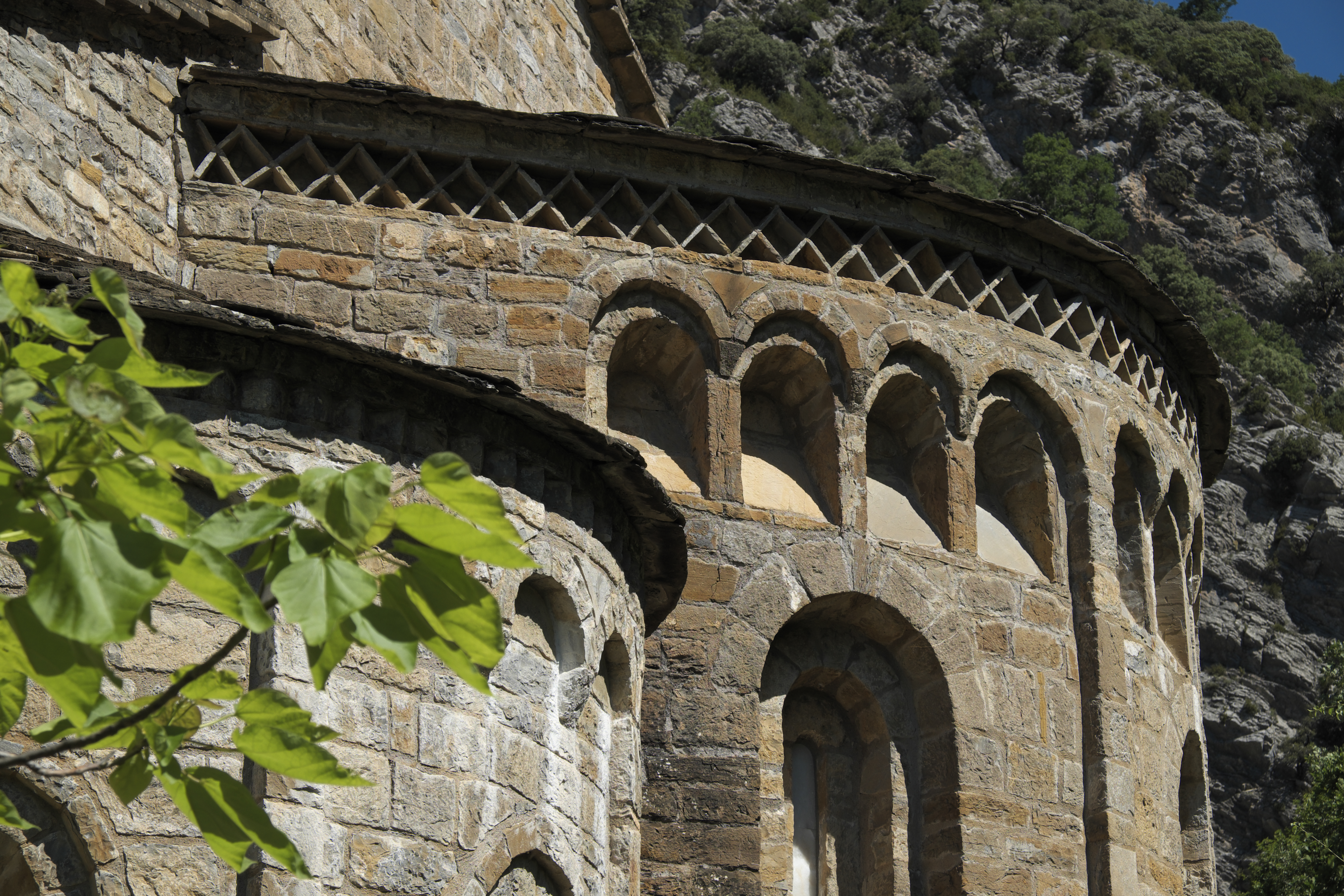
Blendbögen an der Hauptapsis

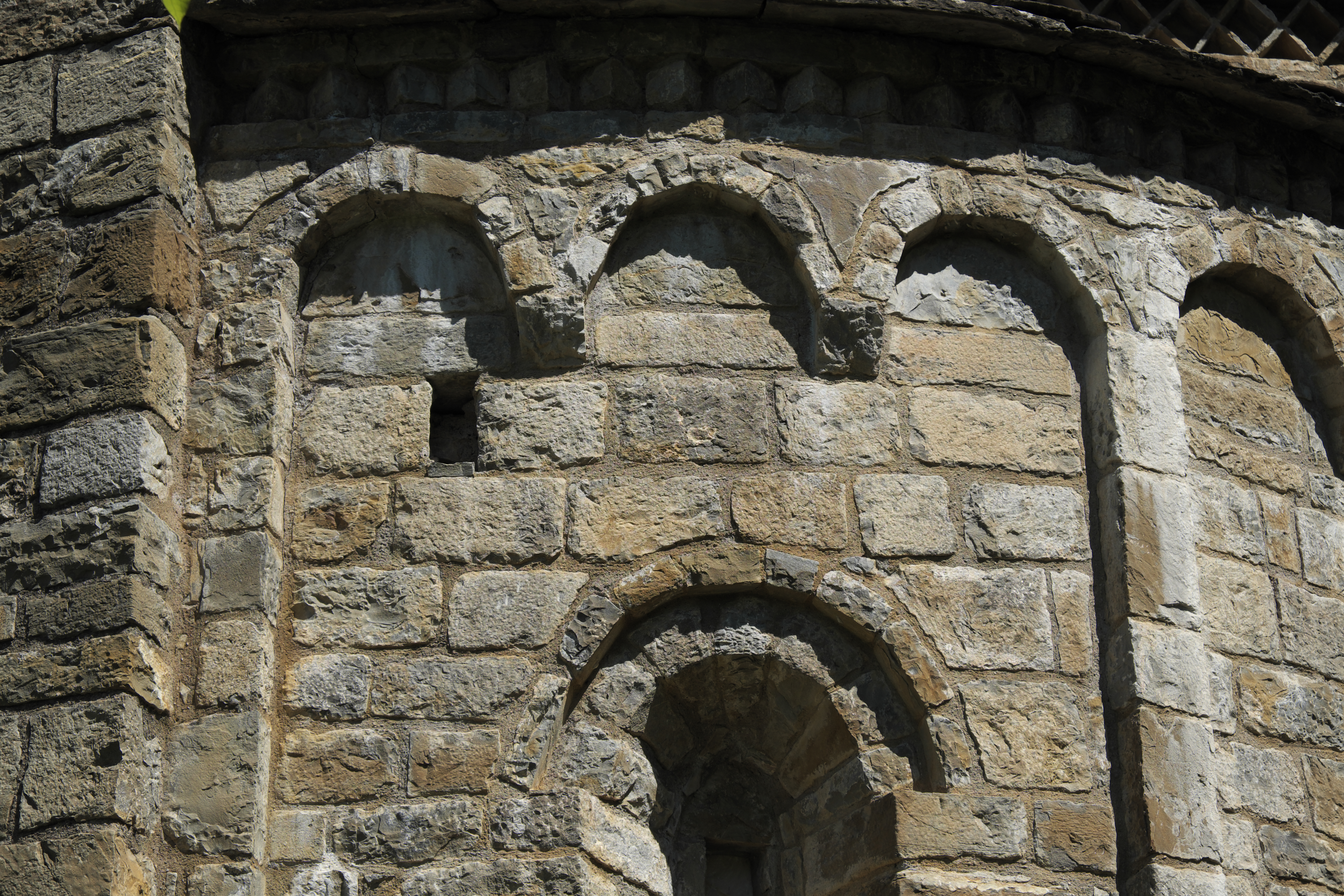
Blendbögen an der südlichen Seitenapsis

Die Kirche Santa María in Calvera, einem Ortsteil der Gemeinde Beranuy (früher Veracruz), in der Provinz Huesca der spanischen Autonomen Gemeinschaft Aragón, wurde zu Beginn des 11. Jahrhunderts als Klosterkirche des ehemaligen Benediktinerklosters Santa María de Obarra errichtet. Die Kirche, eines der bedeutendsten Beispiele der frühen Romanik in Aragón, ist seit 1931 ein geschütztes Baudenkmal (Bien de Interés Cultural) (BIC).

## Geschichte
Der Bau der Kirche wurde im frühen 11. Jahrhundert unter dem Abt Galindo (1003–1025) begonnen. Die Bauarbeiten wurde zum großen Teil von lombardischen Baumeistern ausgeführt, die das Chorhaupt und einen großen Teil des Kirchenschiffs errichteten. Sie legten auch die Grundmauern für den Glockenturm an der Südseite des Langhauses, der allerdings nicht fertiggestellt wurde. Nach umfangreichen Renovierungsmaßnahmen in den 1960er und 1970er Jahren, bei denen auch Teile des Gebäudes wiederaufgebaut werden mussten, wurde die Kirche 1978 wieder für den Gottesdienst geweiht.

## Architektur
Die Kirche ist aus sorgfältig behauenen, in regelmäßigen Reihen angeordneten Werksteinen errichtet. Die Außenmauern der Apsiden werden durch Blendfelder gegliedert, die von Lisenen und Rundbogenfriesen gerahmt werden. Der Rundbogenschmuck der Hauptapsis oberhalb der Chorfenster erweckt den Eindruck einer reduzierten Zwerggalerie.
Die seitlichen Apsiden weisen Friese mit je drei Blendbögen auf, an der Hauptapsis bestehen die Arkaden aus vier doppelt gerahmten Bögen, die wesentlich tiefer in das Mauerwerk eingeschnitten sind. Die Seitenapsiden werden von zwei, die Hauptapsis von drei schmalen, schießschartenartigen Fenstern durchbrochen. Die Fenster der seitlichen Apsiden werden von einfachen, die Fenster der Hauptapsis von doppelten Archivolten gerahmt. Unter dem Dachansatz der Apsiden verläuft ein Sägezahnfries, der an der Hauptapsis im Zuge einer Renovierung durch den heutigen Rautenfries ersetzt wurde. Auch die Seitenwände des Langhauses sind mit Bogenfriesen verziert, allerdings werden sie nur an den Seitenschiffen von Lisenen gerahmt.
Der drei Meter hohe Anbau an der Südseite des Langhauses erinnert noch an den nicht vollendeten Glockenturm. Westlich des Turmansatzes öffnen sich zwei Rundbogenportale, eines stammt noch aus romanischer Zeit, das andere wurde im Zuge der Verlängerung der Kirche im 16. Jahrhundert eingebaut. Am Portal aus dem 16. Jahrhundert ist am Schlussstein ein Relief mit dem Wappen der Familie Mur, eines niederen Adelsgeschlechts in Aragón, angebracht. Die beiden anderen Portale an der Nordseite des Langhauses führten ehemals zum Kreuzgang und zum Friedhof.

## Romanisches Portal
Das romanische Portal wird von einer weit vorspringenden Archivolte gerahmt. Der innere Bogen liegt auf zwei Kapitellen auf, die mit stilisierten Pflanzenmotiven mit zum Teil spiralförmig auslaufenden Blattranken verziert sind. Die Kapitelle, die Ähnlichkeiten mit Arbeiten aus westgotischer Zeit aufweisen, stammen vielleicht noch von einem wesentlich älteren Vorgängerbau.

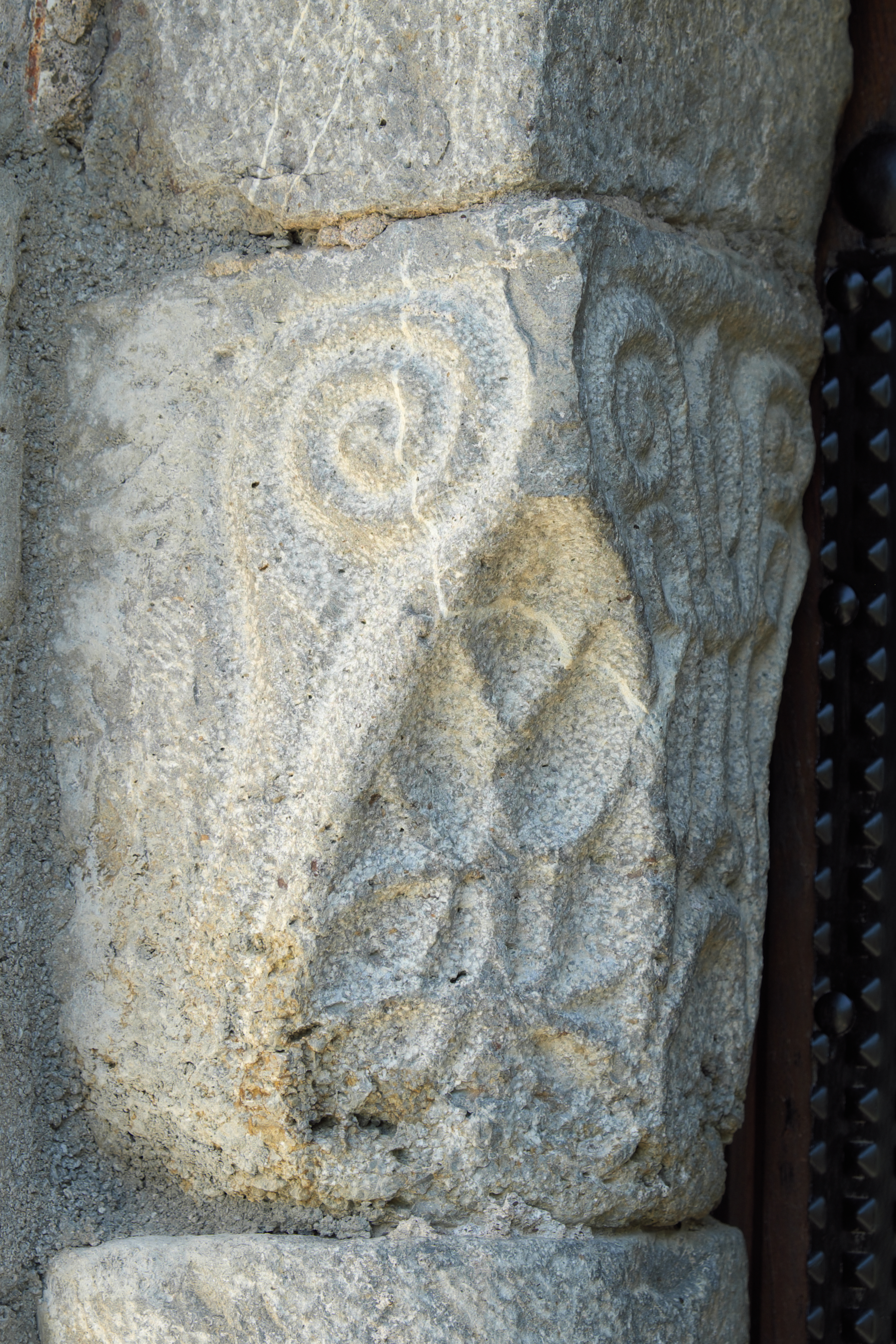
Linkes Kapitell am romanischen Portal
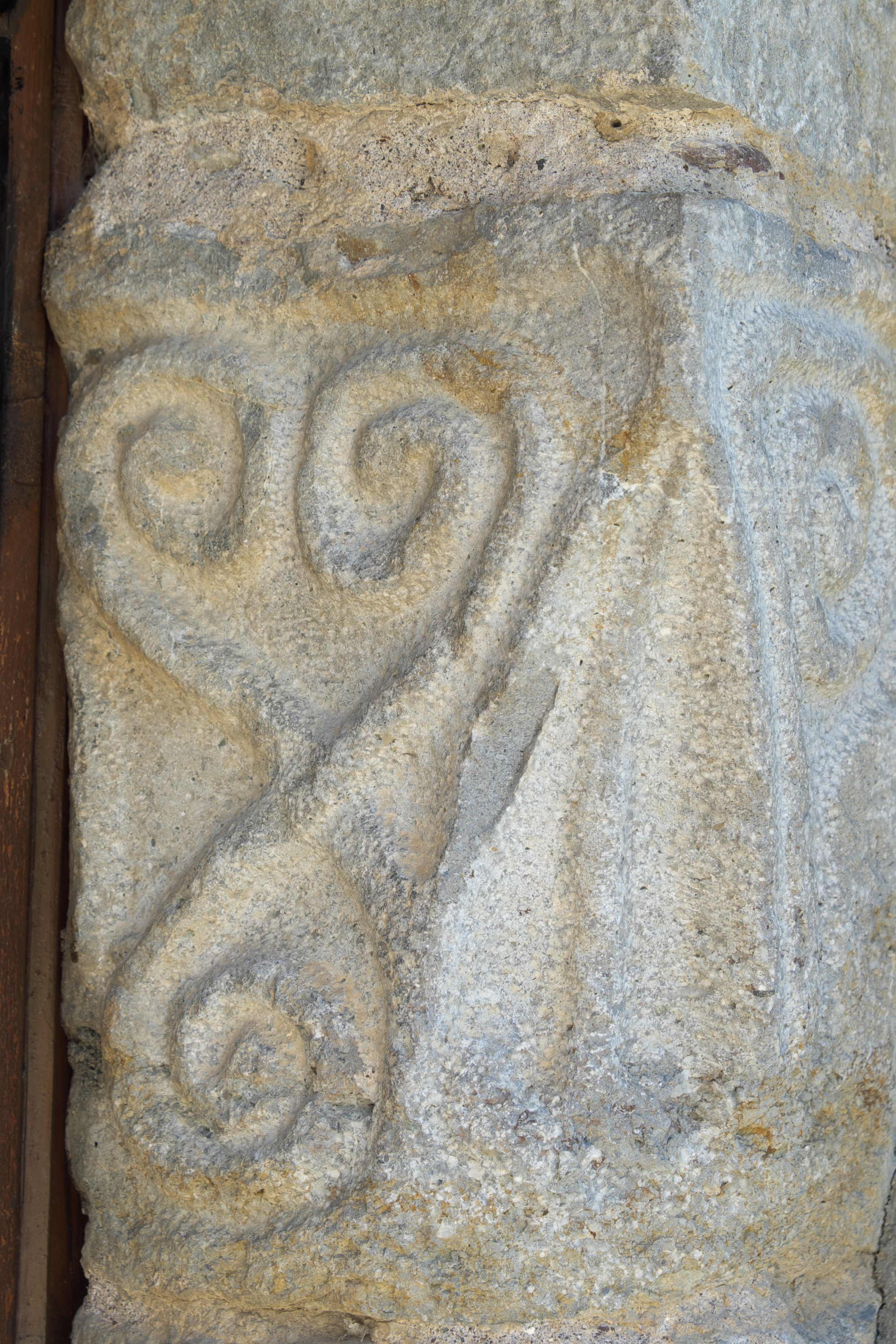
Rechtes Kapitell am romanischen Portal

## Innenraum

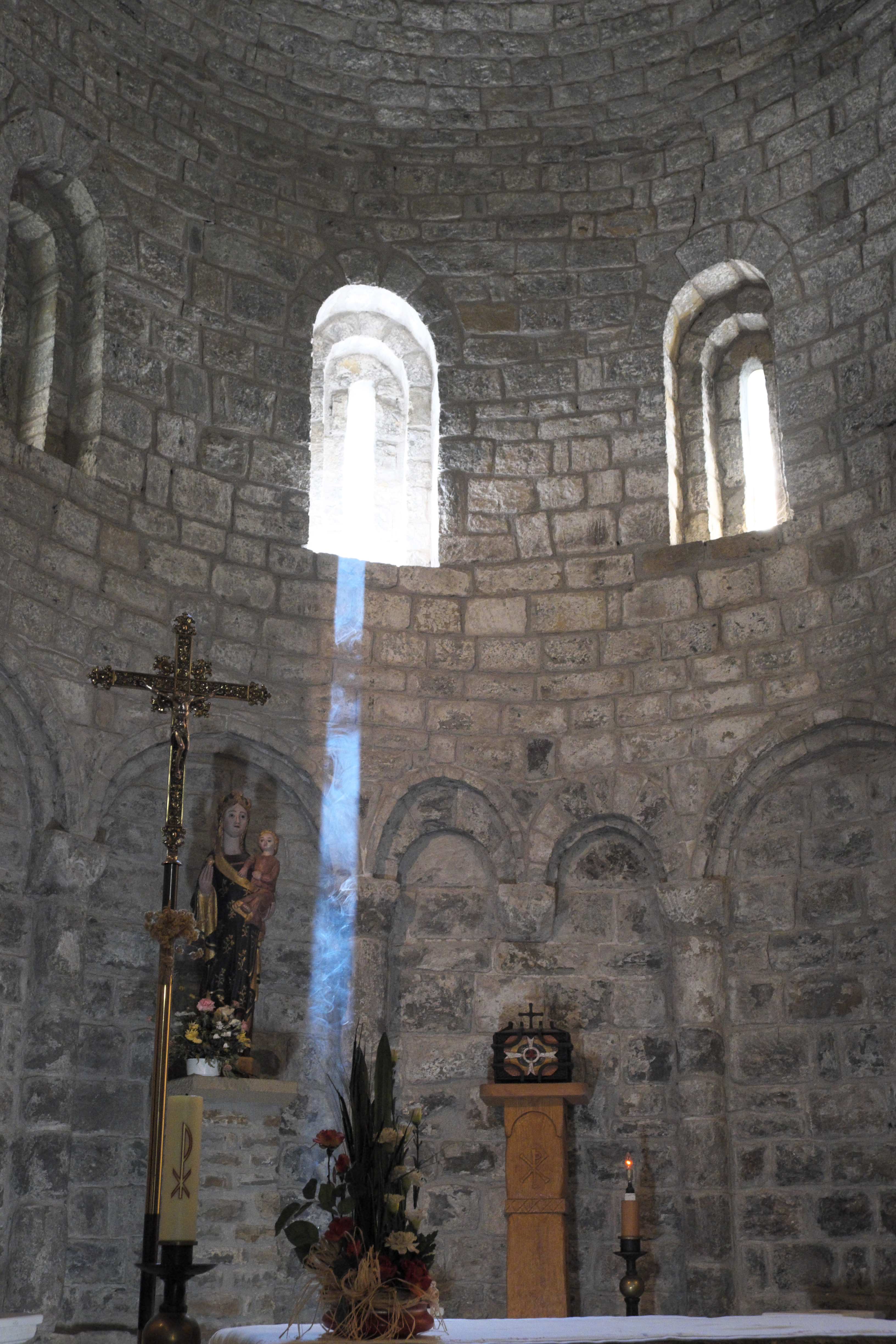
Hauptapsis

Die Kirche ist eine dreischiffige Basilika mit sieben Jochen. Das Mittelschiff ist breiter und höher als die beiden Seitenschiffe. Alle drei Schiffe münden im Osten in halbrunde, ungleich große Apsiden. Hohe Rundbogenarkaden, die auf kreuzförmigen Pfeilern aufliegen, öffnen sich vom Mittelschiff zu den beiden Seitenschiffen.
Das südliche Seitenschiff wird in seiner ganzen Länge von Kreuzgratgewölben gedeckt. Im Mittelschiff weisen nur die drei östlichen Joche und im nördlichen Seitenschiff die vier östlichen Joche Kreuzgratgewölbe auf, die anderen Joche sind mit Tonnengewölben gedeckt.
Die Innenwand der Hauptapsis ist auf halber Höhe mit Blendarkaden verziert, die von Halbsäulen aufgefangen werden. Die Kapitelle der Säulen weisen einen ähnlichen Dekor auf wie die Kapitelle des romanischen Portals. Eine Ausnahme bildet die mittlere Arkade, die als Zwillingsarkade ausgeführt ist und deren Bögen in der Mitte auf einer Konsole aufliegen. Über den Arkaden öffnen sich die Apsisfenster.

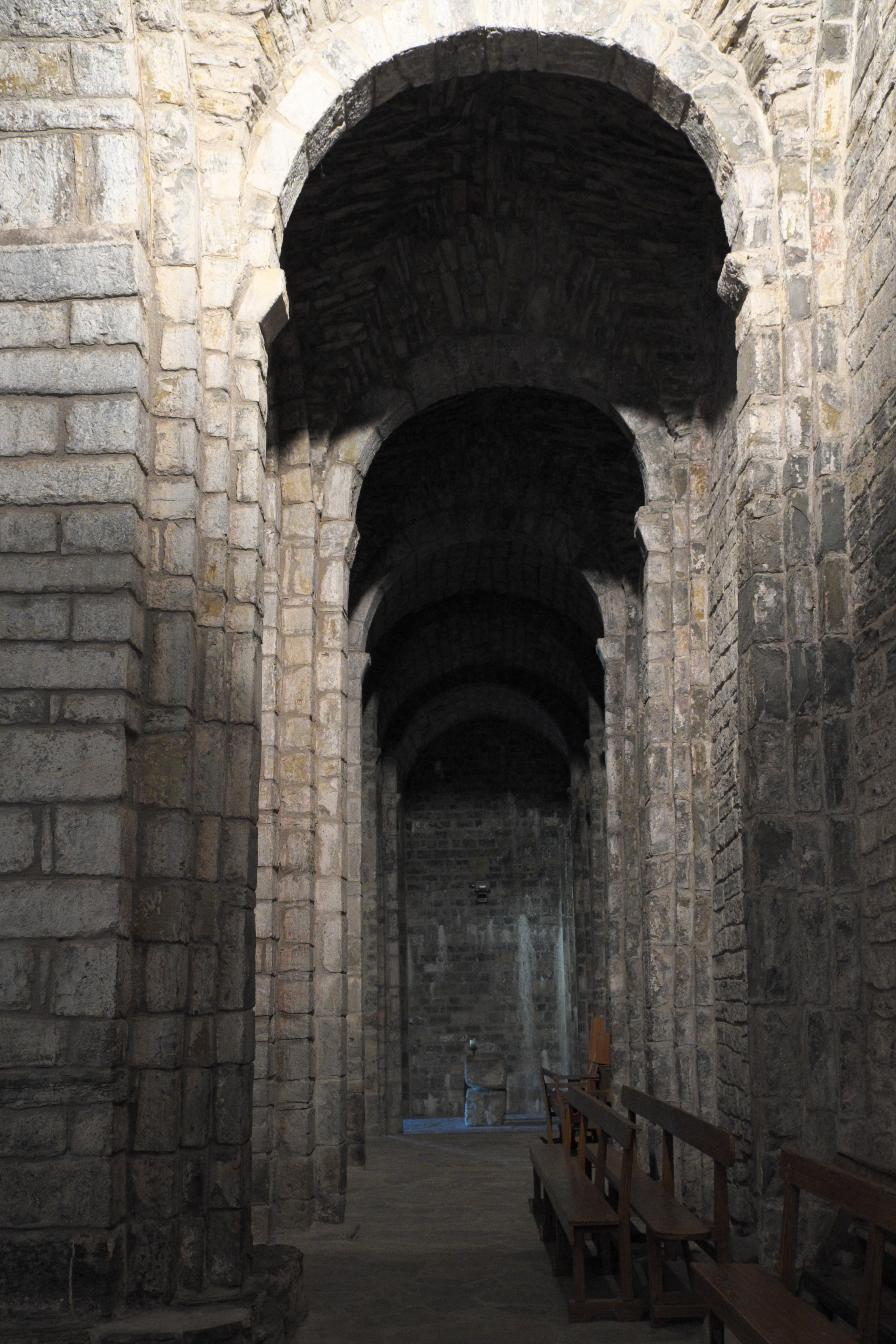
Nördliches Seitenschiff
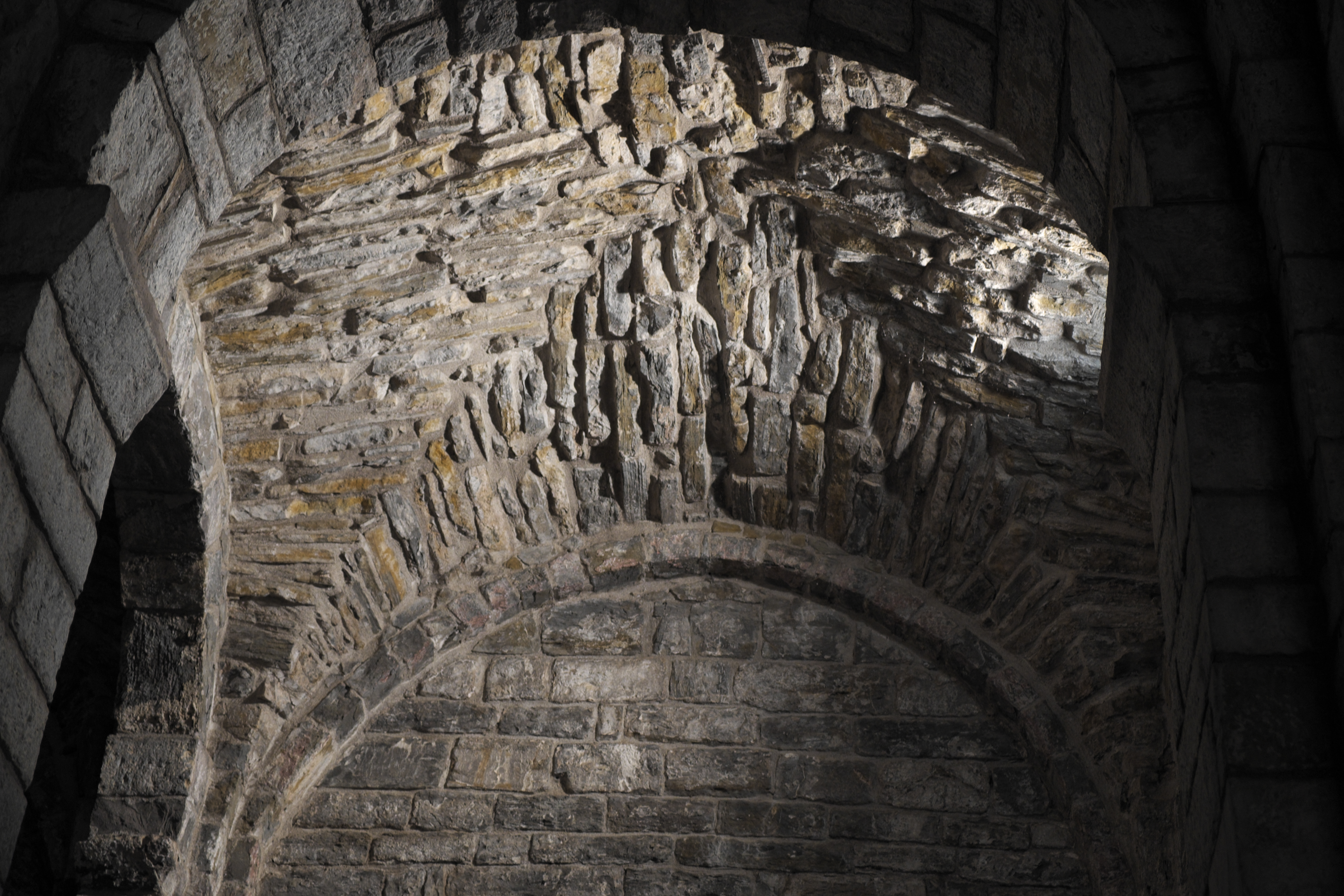
Kreuzgratgewölbe
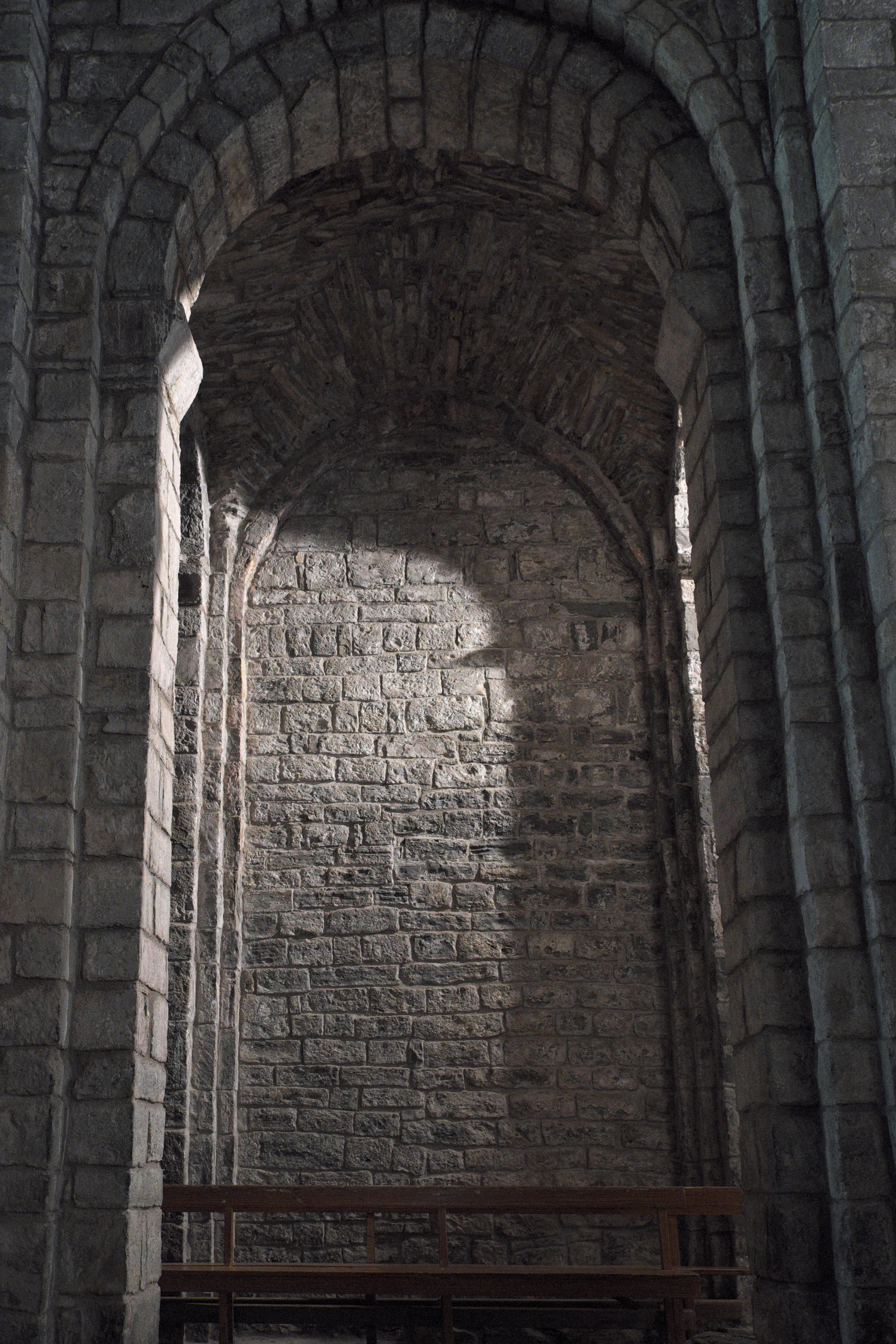
Blick vom Hauptschiff ins Seitenschiff
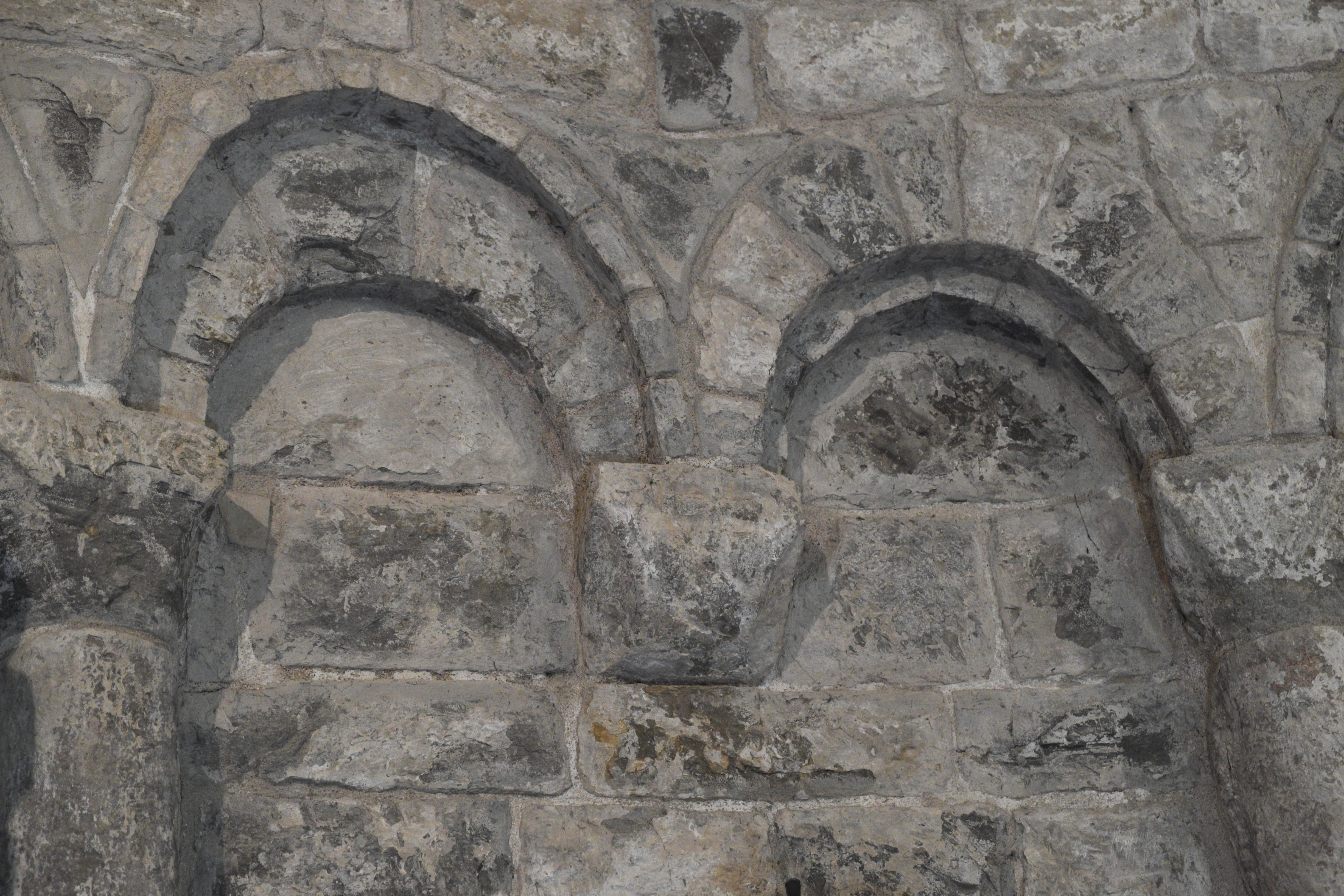
Zwillingsarkade in der Hauptapsis

## Ausstattung
- In der Hauptapsis steht eine farbig gefasste gotische Madonna mit Kind aus dem 14. Jahrhundert. Sie trägt auf dem linken Arm das Jesuskind, in der rechten Hand hält sie eine Lilie.
- In der Kirche wird ein schmuckloses, aus einem großen Steinblock gehauenes Taufbecken aufbewahrt, das vielleicht noch aus einem westgotischen Vorgängerbau stammt.
- Bei Renovierungsarbeiten in der Kirche wurden im Boden zwei Steinplatten entdeckt, die heute in den Sockel des Altars eingemauert sind. Auf ihnen sind grobe Reliefs eingemeißelt, die menschliche Figuren mit gefalteten Händen darstellen. Vielleicht dienten sie ursprünglich als Grabplatten.
- Neben dem Portal steht ein in Stein gehauenes Weihwasserbecken.

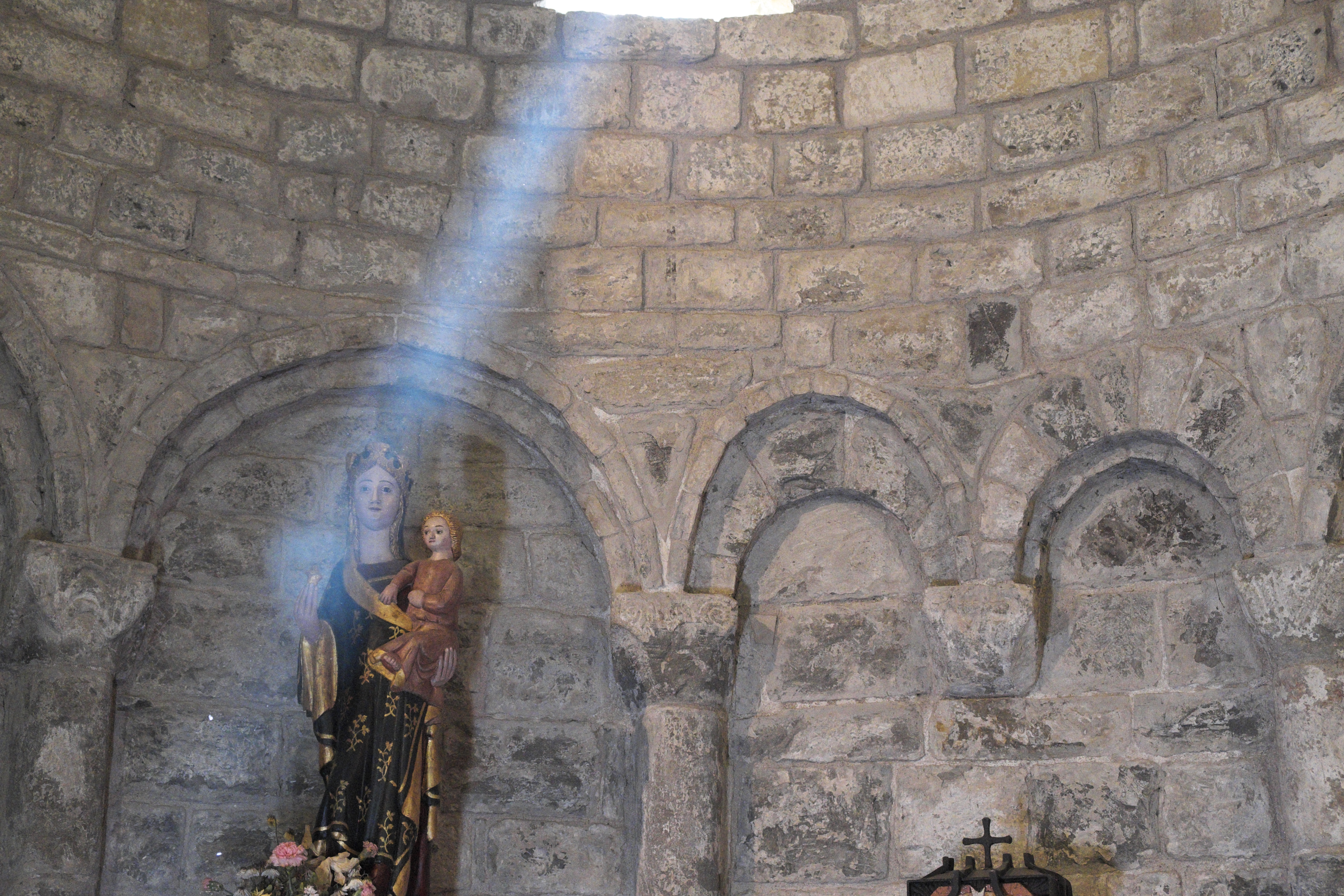
Madonna mit Kind aus dem 14. Jahrhundert
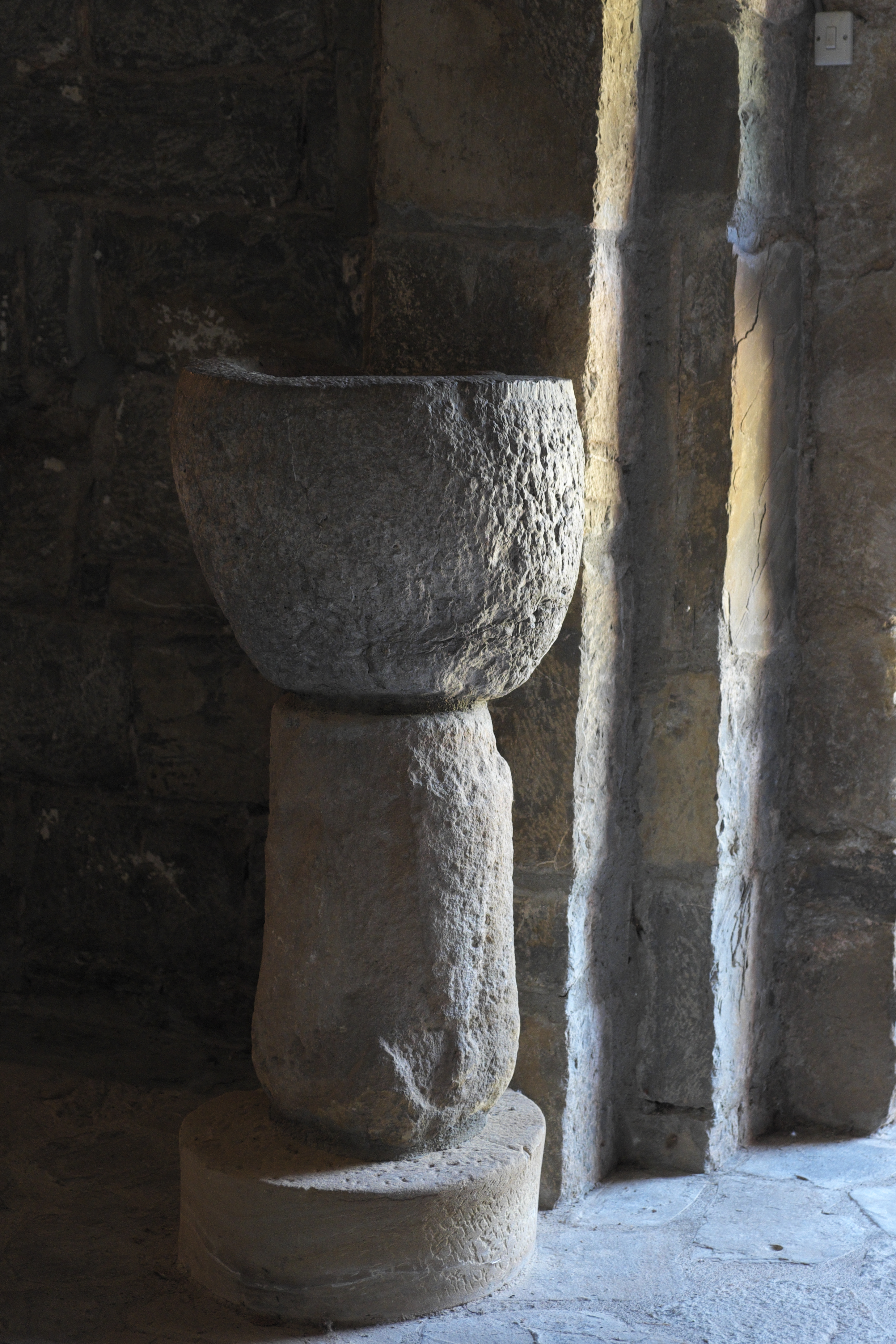
Weihwasserbecken
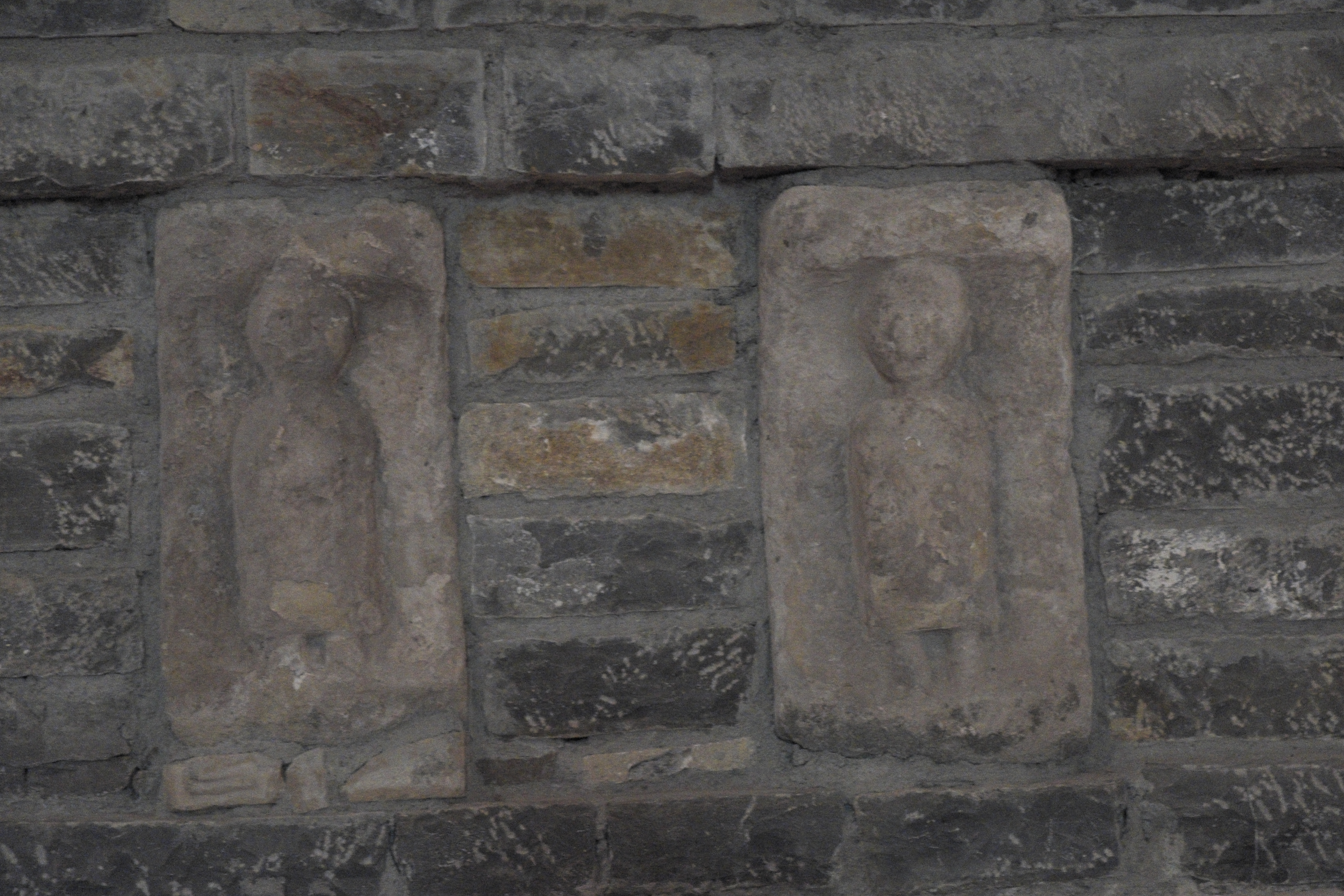
Steinplatten mit dem Relief von zwei menschlichen Figuren